# Кинг Кристиан
Остров Кинг Кристиан (на английски: King Christian Island) е 49-ият по големина остров в Канадския арктичен архипелаг. Площта му е 645 км2, която му отрежда 60-о място сред островите на Канада. Административно принадлежи към канадската територия Нунавут. Необитаем.
Островът се намира в северната част на архипелага, като 13,5-километровия проток Дейниш Стрийт го отделя от остров Елеф Рингнес на североизток, а 64-километровия проток Маклейн – от остров Локхийд на югозапад. Островът има западно-източно простиране с дължина 39 км и 26 км ширина. Бреговата линия с дължина 116 км, за разлика от повечето арктически острови на Канада, е слабо разчленена.
Релефът представлява предимно крайбрежна равнина, плавно повишаваща се към центъра на острова, където се намира и най-високата му точка – връх Кинг Кристиан 165 м н.в. В отличие от повечето острови в архипелага на острова липсват езера. Късата речна мрежа е разположена радиално от центъра към крайбрежието, като най-голямата река Уолис тече на запад.
В най-източната част на острова има изградена самолетна писта, използвана през краткото арктическо лято за кацане на малки самолети, доставящи туристи и ловци. На северозападното крайбрежие е построена и функционира автоматична метеорологична станция.
Островът е открит от норвежкия полярен изследовател Гунар Исаксен през лятото на 1901 г., участник в арктическата ескпедиция (1898 – 1902) на Ото Свердруп. На своята карта Исаксен силно завишава площта му, тъй като няма възможност да го изследва детайлно. Новооткрия остров Свердруп назовава в чест на тогавашния датски крал Кристиан IX (1863 – 1906), тъй като по това време Норвегия е в уния с Дания. В средата на юли 1916 г. островът за първи път е изследван и картиран от канадския полярен пътешественик Вилялмур Стефансон, който доказва, че островът е със сравнително малки размери.
|  | Тази страница частично или изцяло представлява превод на страницата „Кинг-Кристиан“ в Уикипедия на руски. Оригиналният текст, както и този превод, са защитени от Лиценза „Криейтив Комънс – Признание – Споделяне на споделеното“, а за съдържание, създадено преди юни 2009 година – от Лиценза за свободна документация на ГНУ. Прегледайте историята на редакциите на оригиналната страница, както и на преводната страница, за да видите списъка на съавторите. ВАЖНО: Този шаблон се отнася единствено до авторските права върху съдържанието на статията. Добавянето му не отменя изискването да се посочват конкретни източници на твърденията, които да бъдат благонадеждни. |